# Larry Tamblyn
Pour les articles homonymes, voir Tamblyn.
Lawrence Arnold Tamblyn, dit Larry Tamblyn, né le 5 février 1943 à Los Angeles (Californie) et mort le 21 mars 2025 à Newnan (Géorgie), est un acteur, chanteur et claviériste américain.

## Biographie
Larry Tamblyn est né le 5 février 1943 à Los Angeles (Californie).
Il est acteur, chanteur et clavieriste. Il a joué dans le film Riot on Sunset Strip sorti en 1967.
Il est membre fondateur du groupe The Standells, le groupe est toujours en activité, il est le seul membre d'origine.
Il est le frère de l'acteur Russ Tamblyn. Larry Tamblyn meurt le 21 mars 2025 à l’âge de 82 ans.